# Janusz Korczak
Janusz Korczak, pseudônimo de Henryk Goldszmit e também conhecido como o Velho Doutor ou o Senhor Doutor (Varsóvia, 22 de julho de 1878 ou 1879 - Treblinka, 5 ou 6 de agosto de 1942), foi médico, pediatra, pedagogista, escritor, autor infantil, publicista, activista social e oficial do Exército Polaco.
Foi um pedagogo inovador e autor de obras no campo da teoria e prática educacional. Foi precursor nas iniciativas em prol dos direitos da criança e do reconhecimento da total igualdade das crianças que hoje encontramos nas Escolas Democráticas.
Na qualidade de diretor de um orfanato instituiu, entre outros, um tribunal de arbitragem de crianças, no âmbito do qual as próprias crianças avaliavam as causas apresentadas por elas mesmas, podendo também levar a tribunal os seus educadores.
O famoso psicólogo suíço, Jean Piaget, que visitou o orfanato Dom Sierot (A Casa dos Órfãos), fundado e dirigido por Korczak, disse dele o seguinte: 
«Este homem maravilhoso teve a coragem de confiar nas crianças e nos jovens, com os quais trabalhava, ao ponto de transferir para as suas mãos as ocorrências disciplinares e de confiar a certos indivíduos as tarefas mais difíceis e de grande responsabilidade».
Korczak criou a primeira revista redigida a partir de textos enviados por crianças, que se destinava sobretudo a jovens leitores, A Pequena Revista. Foi igualmente um dos pioneiros dos estudos sobre o desenvolvimento e a psicologia da criança, bem como do diagnóstico da educação.
Era judeu-polaco que toda a vida afirmou pertencer às duas nações, a hebraica e a polaca.

## A juventude e a educação

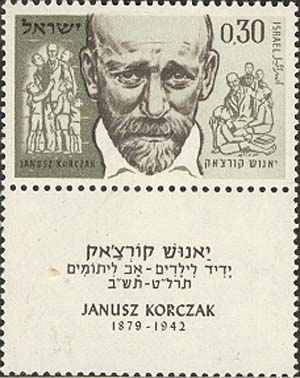
Selo israelense de 1962 que homenageia Korczak

Janusz Korczak nasceu em Varsóvia numa família judaica polonizada, era filho do advogado Józef Goldszmit (1844-1896) e de Cecylia, com o apelido de solteira Gębicka (1853/4-1920). Como a certidão de nascimento original não se conservou, a data de nascimento de Korczak é incerta. A família Goldszmit era oriunda da região de Lublin e a família Gębicka da região de Poznań; o seu bisavô Maurycy Gębicki e o seu avô Hersz Goldszmit eram médicos. As sepulturas do pai de Janusz Korczak e dos seus avôs maternos (não se sabe onde se encontra a sepultura da mãe) encontram-se no cemitério judaico de Varsóvia, na rua Okopowa.
A boa situação financeira inicial da família Goldszmit começou a deteriorar-se devido à doença mental do pai que, pela primeira vez, foi internado num manicómio no início dos anos de 1890 com sintomas de insanidade mental. O pai morreu a 26 de abril de 1896. Depois da sua morte, Korczak, que era na altura um estudante de 17-18 anos, começou a dar explicações para ajudar a sustentar a família. A mãe, Cecylia Goldszmit, alugava quartos no seu apartamento de Varsóvia.
Korczak concluiu os exames do ensino secundário (“matura”) com a idade de vinte anos.
Quando era criança, lia muito. Passados anos, no diário escrito no gueto, anotou: «Deixei-me levar pela loucura, pela fúria da leitura. O mundo desapareceu diante dos meus olhos e só os livros existiam». Em 1898 deu início aos estudos na Faculdade de Medicina da Universidade Imperial de Varsóvia.
No verão de 1899, viajou pela primeira vez para o estrangeiro, para a Suíça, onde, entre outros, tomou conhecimento da atividade e da obra pedagógica de Johann Heinrich Pestalozzi. No final desse mesmo ano, também foi brevemente detido pela sua atividade nas salas de leitura da Associação de Caridade de Varsóvia. Estudou durante seis anos, repetindo o primeiro ano do curso. Também frequentou a Universidade Volante. Durante os seus tempos de estudante, conheceu de perto a vida dos bairros pobres, do proletariado e do lumpemproletariado.
Também pertenceu à loja maçónica Estrela do Mar da Federação Internacional “Le Droit Humain”, instituída a fim de «conciliar todas as pessoas segregadas por causa de barreiras religiosas, bem como procurar a verdade, conservando o respeito pelos outros seres humanos».

## O médico
No dia 23 de março de 1905, Korczak recebeu o diploma em Medicina. Em junho desse mesmo ano, foi recrutado na qualidade de médico para o exército do czar (naquele tempo, a Polónia encontrava-se sob o domínio estrangeiro) e participou na guerra russo-japonesa. Prestou serviço em Harbin. Aprendeu chinês com as crianças da Manchúria.
No final de março de 1906 regressou a Varsóvia.
Entre 1905-1912 trabalhou como pediatra no Hospital Pediátrico de Berson e Bauman. Em troca de um apartamento no recinto do hospital, desempenhou funções de atendimento permanente no hospital na qualidade de médico interno, cumprindo as suas obrigações com dedicação. Na sua atividade médica não evitou os contactos com as zonas proletárias da cidade. Cobrava amiúde honorários simbólicos aos doentes pobres ou também lhes dava dinheiro para os medicamentos; no entanto, não hesitava em cobrar altos honorários aos ricos, o que era facilitado pela sua popularidade como escritor.
Nos anos de 1907-1910/11, viajou pelo estrangeiro com fins académicos. Assistiu a palestras, estagiou em clínicas pediátricas e visitou instituições de educação e proteção de menores. Esteve quase um ano em Berlim (1907-1908), quatro meses em Paris (1910) e ainda um mês em Londres (em 1910 ou 1911). Tal como escreveu, passados anos, foi precisamente em Londres que tomou a decisão de não constituir família e de «se dedicar às crianças e às suas causas».
Nesta época, participou ativamente na vida social; pertenceu, entre outros, à Sociedade de Higiene de Varsóvia e à Sociedade das Colónias de Verão (TKL). Nos anos de 1904, 1907 e 1908, trabalhou nas colónias de férias organizadas pelo TKL para crianças judias e polacas. Em 1906 publicou A Criança do Salão, um livro que foi muito bem recebido pelos leitores e pela crítica. Desde então, graças à fama alcançada com as suas publicações, passou a ser um conhecido e procurado pediatra de Varsóvia. Em 1909, aderiu à Sociedade judaica “Auxílio aos Órfãos”, que anos mais tarde viria a construir o seu próprio orfanato Dom Sierot, cujo diretor seria Korczak.
Durante a Primeira Guerra Mundial voltou a ser recrutado para o exército do czar. Prestou serviço como chefe mais novo do hospital de campanha, principalmente, na Ucrânia. Em 1917 foi chamado para assumir funções de médico nos asilos de crianças ucranianas em Kiev.
Dois anos antes, durante umas curtas férias passadas em Kiev conheceu Maria Rogowska Falska, uma ativista, social e independentista, polaca que dirigia, naquela altura, uma casa de acolhimento para rapazes polacos.
Depois de ter terminado o serviço no exército russo, com a patente de capitão, regressou a Varsóvia em junho de 1918. Depois da declaração de independência da Polónia (a 11 de novembro de 1918), Korczak depressa voltou para o exército. Desta vez, foi mobilizado para o exército polaco recentemente formado. Durante a guerra polaco-soviética (1919-1921) prestou serviço como médico nos hospitais militares de Łódź e Varsóvia. Também padeceu de tifo. Pelo trabalho realizado foi promovido à patente de major do Exército Polaco.

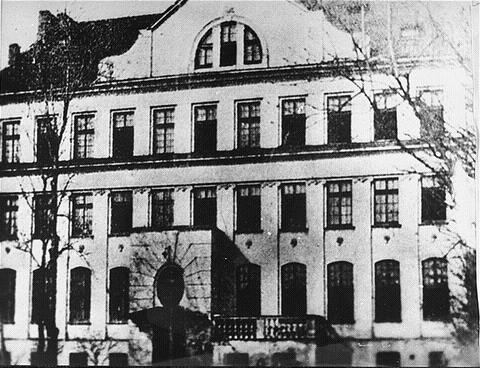
O orfanato da Krochmalna, onde Korczak trabalhou.

## O pedagogo

### As idéias
Desde muito jovem, Korczak interessou-se por assuntos relacionados com a educação das crianças e foi influenciado pelas ideias e experiências da «nova educação». Também se inspirou na teoria do progressivismo pedagógico, elaborada, entre outros, por John Dewey e pelos trabalhos de Decroly, Montessori ou pedagogos anteriores, tais como, Pestalozzi, Spencer e Fröbel; também conhecia as conceções pedagógicas de Tolstoi.
Sublinhava a necessidade de dialogar com as crianças.
Korczak publicava e proferia palestras sobre temas relacionados com a educação das crianças e a pedagogia. Primeiramente ganhou experiência no trabalho com as crianças como explicador e, posteriormente, como ativista social e, seguidamente, como diretor do orfanato Dom Sierot e cofundador do orfanato Nasz Dom. No período entre guerras lecionou em diversas universidades na Polónia, entre elas, no Instituto Nacional de Educação Especial (hoje Academia da Educação Especial de Maria Grzegorzewska), no Seminário Nacional de Professores de Religião Judaica e no Instituto Nacional de Professores.
Korczak era defensor da emancipação da criança, da sua autodeterminação e do respeito pelos seus direitos. Os princípios da democracia, que Korczak aplicava de igual modo tanto às crianças como aos adultos, eram implementados no quotidiano nos seus orfanatos sob a forma de autogestão dos educandos. «Uma criança compreende e raciocina como um adulto, só que não possui a sua bagagem de experiência» [falta a fonte].
A sua revista publicada pelas e para as crianças constituía o seu fórum, era uma forja de talentos e um importante pilar de assimilação, sobretudo, para as crianças das famílias judaicas ortodoxas. Como médico, Korczak era a favor da ressocialização, bem como de uma proteção abrangente e inovadora das crianças, oriundas de famílias marginais.
Afirmava que o lugar da criança era na companhia dos seus pares e não isolada em casa.
Esforçou-se para que as crianças aperfeiçoassem as suas primeiras convicções e ideias principiantes, se sujeitassem ao processo de socialização e, assim, se preparassem para a vida adulta.
Esforçou-se por assegurar às crianças uma infância despreocupada, o que não quer dizer isenta de obrigações. Considerava que as crianças deveriam compreender e experimentar emocionalmente determinadas situações, tirar conclusões por elas próprias e eventualmente prevenir prováveis consequências. «Não existem crianças, existem sim pessoas», escreveu Korczak.
Korczak considerava todas as crianças, que tratara ou educara, como suas. Esta sua postura viria a ser confirmada pela sua atividade posterior. As suas convicções altruístas também não lhe permitiam favorecer ou distinguir o pequeno grupo dos seus educandos preferidos. Não considerava a família tradicional como o vínculo mais importante e fundamental dos laços sociais. Não aceitava o papel que ela desempenhava nos meios conservadores cristãos e tradicionais judaicos da sociedade.
Os elementos mais importantes da conceção de Korczak sobre a educação são os seguintes:
- a rejeição da violência – física e verbal, resultante da vantagem de ser mais velho ou do desempenho de uma função superior;
- a ideia de uma interação educativa entre adultos e crianças, que alargava a definição da pedagogia clássica;
- a convicção de que a criança é um ser humano do mesmo modo que um adulto;
- o princípio de que o processo educativo deveria levar em consideração a individualidade de cada criança;
- a crença de que a criança, melhor do que ninguém, sabe das suas necessidades, aspirações e emoções e, logo, deveria ter direito a emitir a sua opinião e a ser ouvida pelos adultos;
- o reconhecimento de que a criança tem direito ao respeito, à ignorância e ao fracasso, à privacidade, bem como às suas próprias opiniões e propriedade;
- o reconhecimento de que o processo de desenvolvimento de uma criança é um trabalho difícil.

### A atual perceção
Atualmente Janusz Korczak é cada vez mais reconhecido como precursor de um conjunto de correntes pedagógicas, enquanto a sua ideia de respeitar os direitos da criança é um ponto de referência para muitos autores contemporâneos.
«Reformar o mundo quer dizer reformar a educação», preconizava Korczak.
Korczak é considerado um dos pioneiros da corrente pedagógica atualmente designada como “educação moral” (em inglês: moral education), ainda que não tenha criado uma teoria sistemática sobre o assunto As suas ideias pedagógicas modernas baseavam-se na prática. Era contra a doutrina na didática, muito embora tivesse um bom conhecimento das correntes pedagógicas e psicológicas da sua época. De acordo com Igor Newerly não se identificava com nenhuma ideologia política concreta, nem doutrina educativa.
Não obstante, Janusz Korczak é apontado como precursor de várias correntes. Kolberg considera que a Comunidade Justa de Crianças (em inglês: Children Just Community) se baseia na prática de Korczak. Também há quem diga que Korczak e Paulo Freire têm ideias parecidas quanto à democracia na escola e à teoria do diálogo. Os defensores do amor pedagógico (em inglês: pedagogical love) baseiam a sua teoria no modelo de relações professor-aluno elaborado por ele. Outros autores vêem em Korczak e Martin Buber os princípios da corrente da “educação religiosa”. As ideias de Korczak são aplicadas na “ideologia da normalização” da educação das crianças com deficiências  intelectuais. A sua abordagem relativamente à educação das crianças influenciou as iniciativas legislativas empreendidas no pós-guerra em prol das crianças. A Polónia contribuiu grandemente para essas iniciativas, na medida em que tomou parte ativa na elaboração da Declaração dos Direitos da Criança em 1959 e promoveu a criação da Convenção sobre os Direitos da Criança, adotada pela Assembleia Geral nas Nações Unidas, em 1989.

## Os orfanatos Dom Sierot e Nasz Dom
Juntamente com Stefania Wilczyńska fundou e dirigiu Dom Sierot, um orfanato que se situava na rua Krochmalna, nº 92 (hoje, rua Jaktorowska, nº 6), em Varsóvia, e se destinava a crianças judias, sendo financiado pela Sociedade judaica “Auxílio aos Órfãos”.
O orfanato abriu no dia 7 de outubro de 1912, sendo Korczak o seu diretor. Stefania Wilczyńska (1886-1942), conhecida como a menina ou a senhora Stefa, tornou-se a educadora principal. Korczak geriu o orfanato durante trinta anos. No final de outubro e princípio de novembro de 1940, o orfanato Dom Sierot foi transferido para o gueto, para a rua Chłodna. Durante a sua intervenção a propósito da transferência do orfanato numa repartição, Korczak foi detido. Os Nazis aprisionaram-no na cadeia do Pawiak, mas, passadas algumas semanas, foi libertado mediante o pagamento de uma caução.
Desde 1919, Korczak, em parceria com Maria Falska, fundou outra instituição de proteção, um orfanato para crianças polacas, Nasz Dom (A Nossa Casa), que inicialmente se situava numa localidade perto de Varsóvia, Pruszków, e, a partir de 1928, passou para o bairro da capital, Bielany. A colaboração de Maria Falska durou até 1936. No orfanato Nasz Dom, também eram aplicados métodos pedagógicos inovadores. Ambas as instituições, destinadas a crianças entre os 7 e os 14 anos, implementavam a conceção da comunidade em autogestão, que criava as suas próprias instituições, tais como, um parlamento, um tribunal, um jornal, um sistema de horas de serviço, um notário e uma caixa de crédito.
ela sua atividade educativo-instrutiva, Korczak foi galardoado com a Cruz de Oficial da Ordem da Polonia Restituta que lhe foi atribuída no dia 11 de novembro de 1925, no dia do feriado nacional da Independência

## O escritor, o publicista e o jornalista da rádio
Estreou-se no dia 26 de setembro de 1896 no semanário, Kolce.
Como aluno do liceu não podia publicar oficialmente na imprensa e, por isso, assinava os seus artigos com o pseudónimo Hen, tendo mais tarde usado outros pseudónimos, entre eles, Hen-Ryk, Hagot e Velho Doutor. O pseudónimo Janasz Korczak, uma forma ligeiramente alterada de Janusz Korczak, que se tornou mais conhecido do que o seu próprio apelido, fora retirado do título de um romance de J. I. Kraszewski, Sobre Janasz Korczak e a bela filha do portador da espada. Korczak usou o nome pela primeira vez, em 1898, assinando a sua peça de teatro em quatro atos intitulada, Por onde, que foi enviada para um concurso de teatro. A peça não se conservou. Nos anos de 1898-1901 publicou na revista Czytelnia dla Wzystkich (Sala de leitura para todos). Desde 1900 começou a publicar como Janusz Korczak e a assinar com esse nome inclusivamente cartas particulares sem, contudo, desistir dos restantes pseudónimos.
Como Hen-Ryk colaborou com o semanário satírico Kolce. A partir de 1901 começou a escrever folhetins. Em 1905 foi editada uma coletânea dos seus folhetins, publicados na revista Kolce, intitulada Tretas e truques, bem como o romance As crianças da rua 1901.
O legado de Korczak como escritor inclui um total de 24 livros e mais de 1 400 textos publicados em várias revistas. Conservaram-se, porém, poucos manuscritos, textos datilografados e documentos (entre eles, cartas), os quais perfazem um total de cerca de 300 textos. Considera-se que, dos seus estudos pedagógicos, os mais importantes são os seguintes: o ciclo de quatro volumes: Como amar uma criança (1920), Momentos educacionais (1924), Quando voltar a ser pequeno (1925), O direito da criança ao respeito (1929), bem como Pedagogia divertida (1939). De entre os livros para crianças destacam-se pela popularidade alcançada O rei Mateusinho I e O rei Mateusinho numa ilha deserta (1923) traduzidos para mais de vinte línguas, bem como A bancarrota do pequeno Jack (1924), As regras da vida (1930) e Caetanito, o feiticeiro (1935).
Pela sua obra literária Korczak recebeu, em 1937, o Laurel de Ouro da Academia Polaca de Literatura. Durante a Segunda Guerra Mundial escreveu um diário cuja importância reside nas circunstâncias em que foi escrito e na experiência de guerra do autor. Na sua obra pedagógica, Korczak também usou instrumentos muito modernos para os seus tempos. Criou um periódico para as crianças e jovens A pequena revista (1926-1939). A revista era publicada como suplemento semanal do diário de Varsóvia, A nossa revista. O primeiro número saiu a 9 de outubro de 1926 e foi a primeira revista criada por crianças na Polónia. A partir de 1930, o escritor Jerzy Abramow, conhecido após a guerra como Igor Newerly, tornou-se seu editor, ao mesmo tempo que desempenhava a função de secretário de Korczak.
A revista funcionava apesar da intensificação do antissemitismo, da intolerância e da segregação racial dos anos 1930. O seu último número saiu com a data de 1 de setembro de 1939. Como pedagogo notável, o Velho Doutor também conduziu as suas atividades por intermédio de um ciclo de programas de rádio. Neles criou um estilo próprio para se dirigir aos ouvintes mais jovens, falando-lhes de um modo simples sobre coisas importantes. Em 1936, os programas pedagógicos do doutor saíram da antena, apesar da opinião entusiástica dos ouvintes e dos críticos, por causa de uma certa disposição crescente antissemita e de pressões externas afins. Korczak regressou à estação da rádio dois anos mais tarde e continuou a dirigir-se aos ouvintes da Rádio Polaca após a eclosão da guerra, nos primeiros dias de setembro de 1939.

## A Segunda Guerra Mundial, o gueto e a última marcha
Como oficial do Exército Polaco, após a eclosão da Segunda Guerra Mundial, Korczak voluntariou-se para prestar serviço militar, mas não foi aceito, atendendo à sua idade. Durante a ocupação alemã, envergou a farda militar polaca. Também não aprovava a discriminação imposta pelos Nazis aos Judeus, patente no uso da Estrela de David, o que considerava uma profanação do símbolo. Passou os últimos anos da sua vida no gueto de Varsóvia. Newerly, o futuro biógrafo de Korczak, tentou arranjar-lhe documentos falsos na parte ariana da cidade, mas o médico recusou-se a sair do gueto. No gueto retomou a escrita regular do seu diário iniciado em 1939. Anteriormente e durante dois anos, não escrevera nada, visto que canalizara toda a sua energia para a educação das crianças de Dom Sierot e para outras atividades relacionadas com a situação das crianças no gueto. O diário foi publicado pela primeira vez em Varsóvia, em 1958. A última anotação tem a data de 4 de agosto de 1942.
Na manhã de 5 ou 6 de agosto de 1942, o terreno do chamado Pequeno Gueto foi cercado pelas tropas da SS e por polícias das forças ucranianas e letãs. Durante a chamada Grande Ação, ou seja, a principal etapa de exterminação da população do gueto de Varsóvia por parte dos Alemães, Korczak recusou, pela segunda vez, a proposta para se salvar por não querer abandonar as crianças e os funcionários de Dom Sierot. No dia da deportação do gueto, Korczak acompanhou o cortejo dos seus educandos rumo ao Umschlagplatz, de onde partiam os comboios para os campos de extermínio. Nesta marcha seguiam cerca de 200 crianças e algumas dezenas de educadores, entre eles, Stefania Wilczyńska.
É presumivel qual teria sido o impacto da cena que se descortinou pelas ruas de Varsóvia, com a procissão de centenas de crianças órfãs, dentre outros judeus, rumo ao destino final. Dentre os testemunhos, um afirmara o seguinte:
"A atmosfera estava permeada por uma enorme inércia, automatismo, apatia.  Não havia um movimento visível de que era Korczak indo, não havia saudação (como alguns descrevem), com certeza não houve intervenção dos mensageiros do Judenrat - ninguém se aproximou de Korczak.  Não houve gestos, não houve
gente cantando, não havia cabeças erguidas com orgulho, não me lembro se alguém carregava a bandeira do Lar dos Órfãos, dizem que
sim.  Houve um silêncio terrível e cansado.  Korczak estava arrastando perna por perna, alguns encolhidos, resmungando algo para si mesmo de vez em quando".
Janusz Korczak morreu juntamente com os seus educandos no campo de extermínio nazi de Treblinka. No ano de 1948, foi postumamente agraciado com a Cruz de Cavaleiro da Ordem da Polonia Restituta.

## A identidade
Janusz Korczak considerava-se um Judeu-polaco. Atuou sempre no sentido de aproximar Polacos e Judeus. A sua língua materna era o polaco, que era também a língua em que escrevia as suas obras. Só começou a estudar hebraico nos anos 1930, quando se aproximou do movimento sionista, mas entendia um pouco de ídiche, que era a língua da maioria dos Judeus-polacos, graças aos seus conhecimentos de alemão. Somente nos anos 1930, começou a interessar-se pelo renascimento nacional judaico; colaborou com publicações das organizações da juventude sionista e também participou nos seus seminários. Durante esse período de tempo, também foi abalado por uma crise na sua vida privada e profissional. Em certa medida, duas viagens à Palestina, em 1934 e 1936, ajudaram-no a superar a situação e, tal como escreveu, «a encarar o passado, obter apoio para repensar o presente e – inclusivamente – vislumbrar o futuro».

## Os filmes
O Senhor está livre, Dr. Korczak (em alemão: Sie sind frei Doktor Korczak), um filme realizado por Aleksander Ford em 1975. O filme aborda os últimos anos de vida de Janusz Korczak, cujo papel foi representado pelo ator Leo Genn.
Korczak – filme polaco realizado por Andrzej Wajda, com argumento de Agnieszka Holland, 1990. Representa o destino do Dr. Korczak e, de modo fragmentário, os crimes nazis perpetrados contra as crianças e os educadores do Dom Sierot, durante a implementação da chamada Operação Reinhardt. O papel de Korczak foi representado por Wojciech Pszoniak.
O Coração Corajoso de Irena Sendler – com nome original de "The Courageous Heart of Irena Sendler" (2010), o filme é baseado na história da assistente social "polaca", que ajudou a salvar cerca de 2 500 crianças do 'gueto de Varsóvia'. Neste filme aparece  Janusz Korczak cuidando de suas crianças no gueto.